# 钱弘仪
钱弘仪（932年—979年），字延世，杭州錢塘（今浙江杭州）人，五代十國的吳越國國王钱元瓘的第十一子，武肃王钱镠的孙子。后来避讳宋太祖的父亲赵弘殷，改名钱仪。
钱弘仪通晓音律，善于围棋。开始为镇东军安抚使，乾德年间，为越州观察使。越州大旱无粮，他以自己的私钱代替赋税。在越州经营佛事，宋太宗即位，以他为金紫光禄大夫，检校太保，封开国彭城侯。钱俶献土于宋朝，钱弘仪历任慎州、瑞州、师州观察使，金州观察使。太平兴国四年（979年），在开封府宅邸去世，年四十八岁，赠安化军节度使，葬在临汴县边公原。妻子何氏，封庐江夫人。